# Altfraunhofen
Altfraunhofen é um município da Alemanha, no distrito de Landshut, na região administrativa de Niederbayern , estado de Baviera. É a sede o Verwaltungsgemeinschaft de Altfraunhofen.